# Hecamedoides canolimbatus
Hecamedoides canolimbatus är en tvåvingeart som först beskrevs av de Meijere 1916.  Hecamedoides canolimbatus ingår i släktet Hecamedoides och familjen vattenflugor. Inga underarter finns listade i Catalogue of Life.